# آب‌انبار ریکان
آب‌انبار ریکان مربوط به دوره قاجار است و در شهرستان گرمسار، بخش مرکزی، دهستان حومه، روستای ریکان واقع شده و این اثر در تاریخ ۲۲ آبان ۱۳۸۶ با شمارهٔ ثبت ۲۰۱۶۸ به‌عنوان یکی از آثار ملی ایران به ثبت رسیده‌است.